# Metrická jednotka
Metrické jednotky, neboli též jednotky soustavy SI, jsou mezinárodně uznávaným standardem pro měření veličin, které se používají převážně v kontinentální Evropě a Asii.
Jinou soustavu tvoří například imperiální jednotky, které se používají především ve Velké Británii a USA.